# گانشوران
شهر گانشوران (به فرانسوی: Ganshoren) در شهرستان بروسل در منطقه بروکسل در کشور بلژیک واقع شده‌است.